# Cynara: Poetry in Motion
Pour les articles homonymes, voir Cynara (homonymie).
Pour plus de détails, voir Fiche technique et Distribution.
Cynara: Poetry in Motion est un moyen métrage américain réalisé par Nicole Conn, sorti en 1996.

## Synopsis
L'amitié de deux femmes devient passion.

## Fiche technique
- Titre : Cynara: Poetry in Motion
- Réalisation : Nicole Conn
- Scénario : Nicole Conn
- Producteur : Nicole Conn, Nazila Hedayat, Reinette Senum
- Société de production : Demi-Monde Productions
- Musique : Mark Chait
- Pays d'origine :  États-Unis
- Langue : anglais américain
- Genre : Drame, romance saphique
- Durée : 40 minutes
- Date de sortie : 1996 (États-Unis)

## Distribution
- Johanna Nemeth : Cynara
- Melissa Hellman : Byron
- Fumi : Cynra